# Cary Fagan
Cary Fagan (ur. 29 czerwca 1957 w Toronto) – kanadyjski pisarz, twórca literatury dla dzieci, młodzieży i dorosłych. 
Ukończył studia licencjackie i magisterskie na University of Toronto. Otrzymał nagrody literackie: Toronto Book Award (za książkę City Hall and Mrs. God: A Passionate Journey Through a Changing Toronto), Jewish Book Committee Prize  (za powieść The Animal's Waltz), Sydney Taylor Honor Book, Jewish Book Award i World Storytelling Award (wszystkie za książkę The Market Wedding), Mr. Christie Silver Medal (za książkę Daughter of the Great Zandini) Norma Epstein Literary Award oraz Constance Nicholson Lee Prize.   
19 sierpnia 1984 poślubił Joanne Schwartz. Ma dwie córki i dwóch pasierbów. Mieszka w Toronto.

## Powieści
- The Animals' Waltz: A Novel (1994)
- Sleeping Weather (1997)
- Felix Roth (1999)
- The Mermaid of Paris (2003)
- Valentine's Fall (2010)
- A Bird's Eye (2013)

## Ilustrowane książki dla dzieci
- Gogol's Coat (1999)
- The Market Wedding (2000)
- Daughter of the Great Zandini (2001)
- Beyond the Dance: A Ballerina's Life (wraz z Chan Hon Goh) (2002)
- The Fortress of Kaspar Snit (2004)
- Ten Old Men and a Mouse (2007)
- My New Shirt (2007)
- Directed by Kaspar Snit (2007)
- Mr. Karp's Last Glass (2007)
- Ten Lessons for Kaspar Snit (2008)
- Thing-Thing (2008)
- Jacob Two-Two on the High Seas (2009)
- Book of Big Brothers (2010)
- The Big Swim (2010)
- Banjo of Destiny (2011)
- Ella May and the Wishing Stone (2011)
- Dr. Zinger's Hat (2012)

## Zbiory opowiadań
- History Lessons (1990)
- The Little Black Dress (1993)
- The Doctor’s House and other Fictions (2000)
- My Life Among the Apes (2012)

## Literatura faktu
- City Hall and Mrs. God: A Passionate Journey Through a Changing Toronto (1990)